# Gibbobystra flavopicta
Gibbobystra flavopicta là một loài tò vò trong họ Ichneumonidae.